# Chałwa

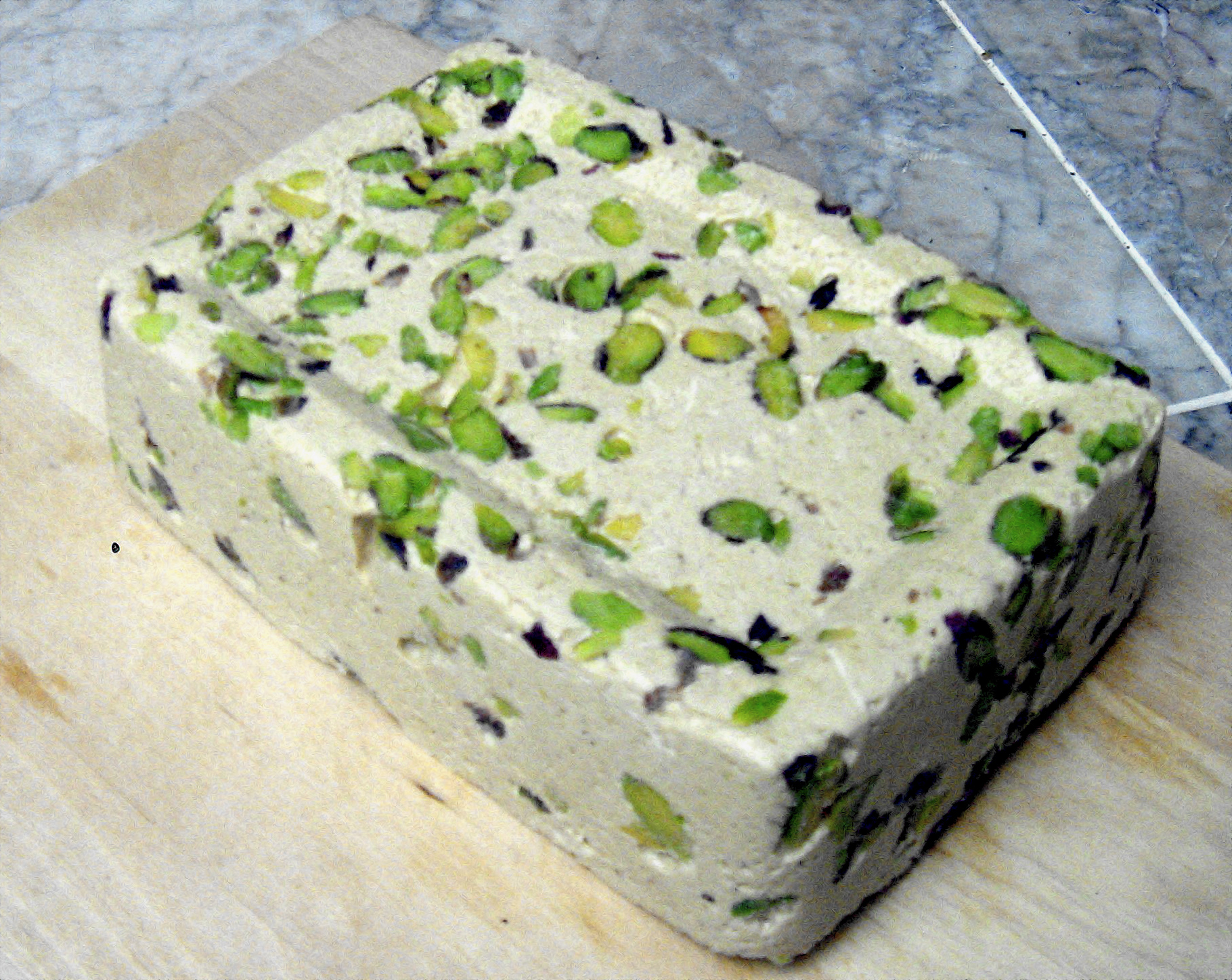
Chałwa z orzeszkami pistacjowymi

Chałwa (pers. halva, sanskryt halawa, hebr. halwa, arab. halawi, tur. helva, gr. χαλβάς) – wyrób cukierniczy z karmelu oraz miazgi nasion oleistych pochodzący z Iranu. Popularny w wielu innych rejonach świata – na Bałkanach, w krajach śródziemnomorskich i zachodniej Azji.
Istnieje bardzo wiele odmian chałwy, różniących się rodzajem użytych nasion np. sezam (Iran, Turcja, Lewant), mak, orzechy, nasiona słonecznika (Rosja, Ukraina), dodatkami (aromaty, bakalie) oraz konsystencją (chałwa krucha i półpłynna). Chałwa z południowej Azji zawiera kaszę mannę, odmiany śródziemnomorskie wytwarzane są głównie z nasion sezamu. Jedną z odmian chałwy indyjskiej (Gajjar Karrah) robi się z tartej marchwi, gotowanej w mleku z przyprawami.
Przy produkcji niektórych gatunków chałwy dla ułatwienia spienienia masy karmelowej stosowany jest ekstrakt z mydlnicy lekarskiej. Ze względu na zawartość w nim trujących saponin zawierające go produkty były zakazane na terenie UE. Po interwencji Turcji, jednego z ważnych eksporterów chałwy, dopuszczono na rynki europejskie turecką chałwę z niewielką zawartością ekstraktu z mydlnicy, jako tradycyjny produkt regionalny.
Podobnymi do chałwy produktami są hiszpańskie słodycze, o tradycji sięgającej prawdopodobnie czasów podboju mauretańskiego – Turrón.
Dzięki temu, że przygotowywana jest z nasion roślin oleistych zawiera wiele witamin i składników odżywczych. Główną wartością chałwy jest błonnik pokarmowy, który poprawia trawienie i wchłanianie składników odżywczych. Jest znaczącym źródłem białek, przeciwutleniaczy i pierwiastków śladowych. Jest bogata w witaminy E, B1, B3, B9, B2, a także w magnez, fosfor, żelazo, selen, cynk, wapń, miedź, potas i sód. Chałwy nie należy spożywać za dużo, ponieważ blisko jedna trzecia jej wagi to tłuszcze.
Od chałwy pochodzi nazwa gatunku chrząszcza Marcepania halva.

## Literatura
- Stanisław Melion: Wyrób chałwy, Państwowe Wydawnictwa Techniczne, Warszawa, 1954
- Katarzyna Pospieszyńska: Przygoda Kulinarna, Spółka Wydawniczo Księgarska Warszawa Wydanie I 1987 r. Wydanie II 1991 r. ISBN 83-85004-89--0